# Çamlıköy, Tirebolu
Çamlıköy là một xã thuộc huyện Tirebolu, tỉnh Giresun, Thổ Nhĩ Kỳ. Dân số thời điểm năm 2011 là 97 người.